# Trolejbusy w Kassel
Trolejbusy w Kassel – zlikwidowany system transportu trolejbusowego w Kassel, w Hesji, w Niemczech. Funkcjonował od 1944 r. do 1962 r. Kursowała jedna linia trolejbusowa, jej operatorem było przedsiębiorstwo Kasseler Verkehrs-Gesellschaft.

## Historia

### Przed II wojną światową
W 1942 r. nastała konieczność połączenia dzielnicy Harleshausen z resztą miasta. Z powodu trudności ekonomicznych, związanych z brakami materiałowymi w czasie II wojny światowej, zrezygnowano z budowy linii tramwajowej lub autobusowej. 12 lipca 1944 r. uruchomiono linię trolejbusową o trasie Zentgrafenstraße – Riedelstraße – Harleshäuser Straße – Wolfhager Straße – Wilhelmshöher Weg – Ahnatalstraße – Seebergstraße – Rasenallee, do której obsługi przydzielono trzy trolejbusy. W lutym 1945 r. bombardowania alianckie zniszczyły zajezdnię wraz z taborem.

### Po II wojnie światowej
Kursowanie trolejbusów wznowiono 1 października 1947 r. Nie odbudowano już zniszczonej w czasie wojny zajezdni, zamiast niej wznosząc nową w innej lokalizacji. 1 listopada 1949 r. linię przedłużono od Zentgrafenstraße do Kunoldstraße. 1 grudnia 1953 r. zbudowano ostatnie przedłużenie, od Kunoldstraße do dworca Wilhelmshöhe.
Początkowo linia trolejbusowa nie miała żadnego oznaczenia. W 1954 r. nadano jej numer 10. W grudniu 1960 r. rada nadzorcza KVG postanowiła o zastąpieniu trolejbusów autobusami w ciągu dwóch kolejnych lat. 28 maja 1962 r. trolejbusy przestały kursować. Jako powody likwidacji systemu wymieniano przestarzały tabor i zużycie infrastruktury. W miejsce linii trolejbusowej uruchomiono autobusową o takim samym numerze.